# Chrysotimus luteopalpus
Chrysotimus luteopalpus är en tvåvingeart som beskrevs av Charles Howard Curran 1923. Chrysotimus luteopalpus ingår i släktet Chrysotimus och familjen styltflugor. Inga underarter finns listade i Catalogue of Life.